# Richmond (Canterbury)
Richmond  est une banlieue mineure de la cité de Christchurch, située dans l’Île du Sud de la Nouvelle-Zélande.

## Situation
Elle est localisée dans la partie interne au nord-est du centre de la cité, limitée par Shirley Road vers le nord, Hills Road vers l’ouest, et le fleuve Avon au sud et à l’est.